# Histoire de l'art (Gombrich)
Pour les articles homonymes, voir Histoire de l'art (homonymie).

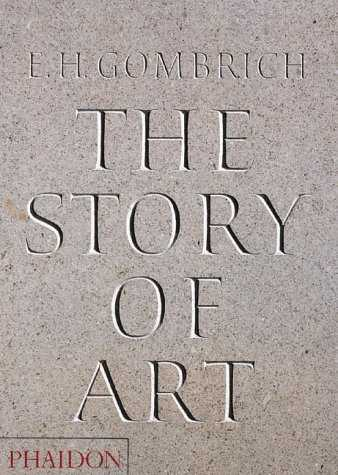
Couverture de L'Histoire de l'art par Ernst Gombrich.

L'Histoire de l'art (The Story of Art) d'Ernst Gombrich est un des ouvrages d'histoire de l'art les plus célèbres. Il est publié pour la première fois en 1950, alors que son auteur était titulaire de la chaire d'histoire de la Tradition classique à l'université de Londres jusqu'en 1976. De nouvelles versions sont sorties par la suite. Le livre a connu un succès considérable auprès d'un large public. La version anglaise de l'ouvrage demeure l'édition de référence alors qu'Ernst Gombrich enseignait à l'université de Londres. Cet ouvrage a été, par la suite, adapté dans diverses langues dont le français et il connut un succès mondial.

## Contenu
L'auteur y présente l'ensemble de l'histoire de l'art, des primitifs à l'époque actuelle. Il défend en particulier les thèses suivantes[réf. nécessaire] :
- L'art égyptien vise à exprimer la forme, l'essence des choses, dans une perspective religieuse (conserver ces choses pour qu'elles accompagnent les morts dans l'au-delà). C'est pourquoi chaque chose y est représentée sous son angle le plus caractéristique (le visage de profil, l'œil de face, le buste de face, le pied de profil, etc.).
- L'art grec invente le raccourci et insuffle peu à peu de la vie aux formes abstraites héritées de l'art égyptien (et non l'inverse : il ne s'agit pas d'idéaliser une forme vivante mais de donner vie à une forme abstraite).
- Par le sfumato, Léonard de Vinci accroît la vie et le réalisme de ses œuvres, en particulier La Joconde (Vinci y utilise le sfumato aux commissures des lèvres et des yeux).
- Les impressionnistes, une nouvelle fois, renoncent à l'exactitude pour mieux reproduire l'impression que nous ressentons face aux choses.
- Van Gogh est à l'origine de l'expressionnisme, Cézanne est à l'origine du cubisme, Gauguin est à l'origine d'un retour aux formes de l'art primitif.

## Liste des chapitres
1. Mystérieux débuts : peuples préhistoriques et peuples primitifs ; Amérique ancienne
2. Un Art pour l'éternité : Égypte, Mésopotamie, Crète
3. Le Grand Éveil : la Grèce du VIIe siècle av. J.-C. au Ve siècle av. J.-C.
4. La Terre de la beauté : la Grèce et le monde grec du IVe siècle av. J.-C. au Ier siècle de notre ère
5. Conquérants d'empires : Romains, Bouddhistes, Juifs et Chrétiens, du Ier au IVe siècle de notre ère
6. Bifurcation : Rome et Byzance du Ve au XIIIe siècle
7. Regard vers l'est : l'islam et la Chine du IIe au XIIIe siècle
8. Le Creuset de l'art occidental : l'Europe du VIe au XIe siècle
9. L'Église militante : le XIIe siècle
10. L'Église triomphante : le XIIIe siècle
11. Gens de cour et bourgeois : le XIVe siècle
12. La Conquête de la réalité : les débuts du XVe siècle
13. Tradition et Innovation I : la fin du XVe siècle en Italie
14. Tradition et Innovation II : le XVe siècle dans les pays du Nord
15. La perfection de l'harmonie : Rome et la Toscane au début du XVIe siècle
16. Lumière et Couleur : Venise et l'Italie du Nord au début du XVIe siècle
17. La Renaissance au nord des Alpes : l'Allemagne et les Pays-Bas au début du XVIe siècle
18. Une Période critique : l'Europe vers la fin du XVIe siècle
19. La Diversité dans la vision : l'Europe catholique. Première moitié du XVIIe siècle
20. Le Miroir de la nature : la Hollande au XVIIe siècle
21. La Puissance et la gloire I : l'Italie, deuxième moitié du XVIIe siècle et XVIIIe siècle
22. La Puissance et la gloire II : France, Allemagne et Autriche, fin du XVIIe et début du XVIIIe siècle
23. Le Siècle des Lumières : France et Angleterre au XVIIIe siècle
24. Rupture dans la tradition : France, Angleterre, Amérique, fin du XVIIIe et début du XIXe siècle
25. La Révolution permanente : le XIXe siècle
26. À la recherche de critères nouveaux : la fin du XIXe siècle
27. Un Art d'expérimentation : la première moitié du XXe siècle
28. Une Histoire sans fin : Le triomphe du modernisme. Un changement d'attitude. Un passé sans cesse à redécouvrir